# Place de la Fontaine-aux-Lions
La place de la Fontaine-aux-Lions est une voie située dans le quartier du Pont-de-Flandre du 19e arrondissement de Paris en France.

## Situation et accès
La place est desservie par la ligne 5 du métro.

## Origine du nom
Elle doit son nom à la fontaine, dite fontaine du Château d'eau de Pierre-Simon Girard, qui s'y trouve.

## Historique
La place, créée vers 1860 lors de l'ouverture des abattoirs de la Villette, prend sa dénomination actuelle par un décret municipal du 10 novembre 1987, au sein du nouveau parc de la Villette.

## Bâtiments remarquables et lieux de mémoire
- La place est bordée par la Cité de la musique, le pavillon Janvier, la grande halle de la Villette, le théâtre Paris-Villette et le Conservatoire national supérieur de musique et de danse de Paris.
- La fontaine aux lions de Nubie, qui servait d'abreuvoir pour le bétail mené aux abattoirs de La Villette[2], est installée sur cette place en 1867 et déplacée depuis la place de La République où elle était élevée devant le diorama de Louis Daguerre.

## Liens
- Fontaine du Château d’Eau (Pierre Simon Girard)
- Fontaine du Château d’Eau (Gabriel Davioud)
- Place de la République (Paris)
- Pierre Simon Girard
- Gabriel Davioud